# Mong-Lan
 (octobre 2019).
Si vous disposez d'ouvrages ou d'articles de référence ou si vous connaissez des sites web de qualité traitant du thème abordé ici, merci de compléter l'article en donnant les références utiles à sa vérifiabilité et en les liant à la section « Notes et références ».
Mong-Lan est une américaine d'origine vietnamienne,  poète primé, écrivain, peintre, photographe, musicienne (piano et guitare), compositrice, chanteuse, danseuse de tango argentin, chorégraphe et pédagogue.  
Ancienne boursière (Stegner et Fulbright Scholar) à l'université de Stanford, elle a publié sept livres de poésie et d'œuvres d'art, trois chapbooks, et a remporté de nombreux prix tels que le prix Juniper et le prix Pushcart. Des poèmes ont été inclus dans des anthologies internationales et nationales telles que Best American Poetry Anthology et plusieurs anthologies de Norton. Ses livres incluent : Song of the Cigadas ; Why is the Edge Always Windy? ; Tango, Tangoing: poems & art ; One Thousand Minds Brimming and Dusk Aflame: poems & art. Ses derniers disques incluent Perfumas de Amor, de Argentina y Viet Nam, (Tango por Siempre) (voix et guitare) et le piano jazz New Orleans of My Heart.

## Carrière
Robert Creeley a écrit à propos de sa poésie: "Mông-Lan est une poète remarquablement accomplie. Ses poèmes sont toujours habiles, extrêmement gracieux dans la manière dont les mots bougent et dans la cadence qui les porte. On est ému par le caractère articulé de 'choses vues', "le changement subtil des images, et l'intensité tranquille de leurs informations. Clairement, elle est un maître de l'art." 

## Livres
- Song of the Cicadas (2001, Juniper Prize, UMASS Press)
- Why is the Edge Always Windy? (2005, Tupelo Press)
- Love Poem to Tofu & Other Poems (2007, chapbook of poetry & artwork, Valiant Press)
- Tango, Tangoing: Poems & Art (2008)
- Tango, Tangueando: Poemas & Dibujos (2009, édition bilingue espagnol-anglais)
- Force of the Heart: Tango, Art
- Love Poem to Ginger & Other Poems (2012, chapbook de poésies et oeuvres d'art)
- One Thousand Minds Brimming: Poems & Art (2014)
- Dusk Aflame: poems & art (2018, Valiant Press)
- Tone of Water in a Half-Filled Glass (2018, Foothills Publishing)

## Distinctions
- Prix Juniper, pour Song of the Cicadas
- Prix des nouveaux écrivains décernés par la Great Lakes Colleges Association pour la poésie et Song of the Cicadas
- Prix du premier livre Norma Farber de la Poetry of America, finaliste, pour Song of the Cicadas
- Prix Pushcart, inclus dans le livre de poésie Pushcart: Meilleurs poèmes de 30 ans du prix Pushcart, 2006.
- Artiste visuel et poète inaugural résidant au Dallas Museum of Art, grâce à une subvention du National Endowment for the Arts.
- Fulbright Fellow au Vietnam
- Wallace E. Stegner Fellow en poésie à l'Université de Stanford pendant deux ans
- Inclusion dans la meilleure anthologie de la poésie américaine, 2003

## Discographie
- LAN Tango: La Voz de Mong-Lan, independent, 2013.
- LAN: Tango y Más, independent, 2014.
- Diary: Voyages, piano compositions & solos, 2015.
- Visions: Diary, piano compositions & solos, 2015.
- City of Dreams / Ciudad de Sueños, piano compositions & solos, 2015.
- Equivalences / Synchronicities, piano compositions & solos, 2015.
- Under 13 Moons, piano compositions & solos, 2015.
- The Cosmic Blues ~ Dragonfly Dances, 2016.
- Dreaming Orchid: Poetry & Jazz Piano, 2018.
- Perfumas de Amor: de Argentina y Viet Nam (Tango por Siempre), 2018.
- New Orleans of My Heart, 2019.